# Vishnu Devananda

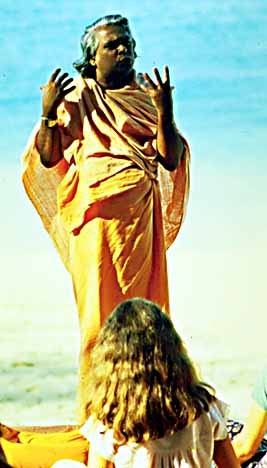
Vishnu Devananda

Vishnu Devananda (Kerala, 31 december 1927 - Mangalore of Uttarakhand, 9 november 1993) was een Indiase yogi die wordt gezien als een autoriteit in hatha yoga en raja yoga. Vishnu Devananda publiceerde in 1959 het boek The Complete Illustrated Book of Yoga. Hij was een student van Swami Sivananda en verbreidde diens wijze van lesgeven onder de naam Sivananda-yoga. Hij is oprichter van de wereldwijde non-profitorganisatie van scholen en ashrams, Sivananda Yoga Vedanta Centres.
Na een korte carrière in het leger, ontstond zijn interesse in de leer van Swami Sivananda toen hij een kopie van de Sadhana Tattwa (Spirituele Instructies) onder ogen kreeg, waarbij zijn oog viel op de zin in de inleiding: "Een ons oefening is meer waard dan een ton theorie." Onder de indruk van het boek, vertrok hij in 1947 op 20-jarige leeftijd naar Rishikesh aan de Ganges, om de schrijver te ontmoeten. Naar gebruik van die tijd, knielden de studenten voor de goeroe toen deze de trap opkwam. De legerofficier was te trots zijn hoofd te buigen en verstopte zich achter de deurpost. Swami Sivananda verscheen plotseling en boog met nederigheid naar de jonge man. Deze les in nederigheid was de eerste die hij zou ontvangen en zouden zijn leven voorgoed veranderen.
Swami Vishnu Devananda reisde door Noord-Amerika, onderwees yoga en sloeg de Westerse leefstijl gade. Zijn reislust gedurende zijn leven zou hem later de bijnaam de vliegende goeroe opleveren. Hij besloot uiteindelijk meerdere vestigingen op te zetten. De eerste werd gevestigd in Montreal, Canada. Het eerst yogakamp werd hier opgezet in 1961, waarbij op de grond werd geslapen bij een van zijn studenten thuis. In februari 1962 zette hij het yogakamp op in Val Morin, Quebec, op en in 1967 het Sivananda Ashram Yoga Retreat in Nassau op de Bahama's. Inmiddels bestaan er tientallen Sivananda Yoga Vedanta Centres over de gehele wereld.
In Nassau had Swami Vishnu Devananda een visioen, waarin hij mensen zag rennen die geterroriseerd werden door een gigantische vuurbal. Dit was voor hem de aanleiding om de True World Order op te zetten, die het verspreiden van wereldvrede en onderling begrip ten doel had.
Swami Vishnu Devananda overleed op 9 november 1993. Zijn lichaam werd in de Ganges geplaatst, bij de kutir van Sivananda en uitgevoerd met een rite die jalasamadhi heet, waarbij het achtergelaten lichaam zich verenigd met het water.
Zijn motto was "Health is Wealth. Peace of Mind is Happiness" (Gezondheid is rijkdom. Vrede van de geest is geluk).